# West of England Challenger 1993
Il West of England Challenger 1993 è stato un torneo di tennis facente parte della categoria ATP Challenger Series nell'ambito dell'ATP Challenger Series 1993. Il torneo si è giocato a Bristol in Gran Bretagna dal 5 all'11 luglio 1993 su campi in erba.

## Vincitori

### Singolare
Chris Bailey ha battuto in finale  Mark Knowles con il punteggio di 3–6, 7–5, 6–3

### Doppio
Il torneo non stato è completato